# Diplolophium somaliense
Diplolophium somaliense är en flockblommig växtart som beskrevs av Bernard Verdcourt. Diplolophium somaliense ingår i släktet Diplolophium och familjen flockblommiga växter. Inga underarter finns listade i Catalogue of Life.